# Oliver Schweißing
Oliver Schweißing (* 3. März 1971 in Hamburg) ist ein deutscher Fußballtrainer und ehemaliger Fußballspieler.

## Karriere

### Als Spieler
Oliver Schweißing spielte bis 1992 beim Meiendorfer SV und von 1992 bis 1994 beim SC Concordia Hamburg in der viertklassigen Verbandsliga Hamburg. In der Saison 1993/94 erzielte er 17 Tore und stieg mit Concordia in die neugegründete Regionalliga auf. Er wechselte im Sommer 1994 zum FC St. Pauli, der in der 2. Liga spielte. Bei den Hamburgern kam Schweißing unter Trainer Uli Maslo am 6. Spieltag der Saison 1994/95 zu seinem Debüt. Beim Auswärtsspiel gegen Fortuna Düsseldorf erzielte er, bei seinem Debüt in der Profiliga in der 60. Minute den 0:1-Siegtreffer für seine Mannschaft. In seiner ersten Saison kam Schweißing auf neunzehn Einsätze und erzielte drei Tore. Am Ende der Saison stand für Pauli der 2. Tabellenplatz zu Buche, somit erfolgte der Aufstieg in die Bundesliga. Bis 1997 spielte Schweißing mit Pauli in der ersten Liga, zum Saisonende 96/97 stand Schweißing mit Pauli auf dem letzten Tabellenplatz und stieg ab. Schweißing verließ Pauli und spielte, nach einer Spielzeit bei VfL 93 Hamburg, fortan beim VfB Lübeck. Lübeck war gerade aus der 2. Liga abgestiegen und spielte somit in der Regionalliga. Schweißing spielte die nächsten zwei Jahre für Lübeck, in denen ein siebter und ein zweiter Platz erzielt wurde. 1999 zog es ihn für eine Saison zum Ligarivalen BV Cloppenburg, bevor er zu den Lübeckern zurückkehrte. In der Saison 2000/01 glückte Schweißing mit dem VfB die Meisterschaft und der Aufstieg in die 2. Liga. Er spielte noch ein Jahr in der zweiten Liga und verabschiedete sich dann aus dem Profifußball. Von 2003 bis 2008 spielte er noch für den TuS Dassendorf.

### Als Trainer
In der Saison 2007/08 fungierte er noch als Spieler des TuS Dassendorf auch als Co-Trainer. Im Sommer 2008 übernahm er dann nach seinem Karriereende auch das Amt des Cheftrainers. Ende November 2011 beendete er sein Engagement.